# لويس والدمان (ملحن)
لويس والدمان (بالإنجليزية: Louis Waldman)‏ هو ملحن أمريكي، ولد في 22 يونيو 1907، وتوفي في 31 أغسطس 1969.